# Landry Mbassi
Pour les articles homonymes, voir Mbassi.
Landry Mbassi, né en 1979 au Cameroun, est un artiste visuel, commissaire d’exposition et critique d’art basé à Yaoundé.
Depuis 2008, il est l'un des commissaires des RAVY (Rencontres d'arts visuels de Yaoundé), il en devient le directeur artistique.

## Biographie
Enfant, Landry Mbassi se passionne pour le dessin. Convaincu de son don, son père lui balisera un chemin pour les beaux-arts.
Après l'obtention de son baccalauréat en 1998, il rejoint la filière Arts plastiques et histoire de l’art de l’université de Yaoundé I, après une inscription manquée aux Beaux-arts de Paris.
Il participe à sa première exposition collective alors encore étudiant, à la faveur d'une convention entre le Goethe Institut du Kamerun et le club des arts plastiques de l'université de Yaoundé I.
En 2002, nanti de cette première expérience à succès, il décide de s'aventurer sur la scène locale.
En 2003 il fonde le collectif « Onom.art.opée » avec Ralin Nganmo(dit Rass), un camarade et ami ingénieur de son rencontré à l’université. Leur premier projet porte le nom de « G.art.age » une gigantesque installation in-situ qui se voit autant qu'elle se perçoit via des sons.
Sa première exposition personnelle « Egotracking ou avis de recherche » voit le jour en 2009, à l'institut français du Cameroun - Yaoundé, encore appelé Centre culturel français à l'époque.
La même année, il représente le Cameroun en photographie aux jeux de la francophonie au Liban (Beyrouth).
En tant que commissaire d'exposition indépendant, un de ses plus importants projets, « Contemporalités », l’exposition principale de RAVY 2016 réalisée en juillet 2016 a présenté Welcome to applied fiction une installation majeure de Jean-Pierre Bekolo.
Après une discussion de six ans avec la curatrice Christine Eyene, il imagine et met sur pied en 2016, YaPhoto, une plateforme de promotion de la photographie contemporaine au Cameroun et à l’international à travers des portfolios en ligne, des expositions, événements et des workshops.
En mai 2017, il est commissionné par le ministère des arts et de la culture du Cameroun et la Coopération française pour organiser « Cheminements – Art contemporain du Cameroun », l’exposition inaugurale de la galerie nationale du Cameroun.
Depuis 2018, il est le commissaire du Projet 4x4, qui forme à travers des sessions de master class, des jeunes photographes au Cameroun.

## Publications
- Landry Mbassi, Sortir de la grande nuit[8].
- Landry Mbassi, Peut-on parler d’une pratique futuriste de l’art contemporain au Cameroun?[9]

## Filmographie
- Dieudonné Alaka, Ceux qui osent[10].

## Commissariat d'exposition
Landry Mbassi, Transitions, Artiste : Jean-Michel Dissakè.